# Bjørn Sætterstrøm
 Denne artikel bør gennemlæses af en person med fagkendskab for at sikre den faglige korrekthed.

Bjørn Sætterstrøm (født 23. december 1982) er en dansk roer.
Sætterstrøm begyndte at ro i 2005. Han blev danmarksmester i 2009 i to-åres inrigger med styrmand.